# Liste der Monuments historiques in Champagnolles
Die Liste der Monuments historiques in Champagnolles führt die Monuments historiques in der französischen Gemeinde Champagnolles auf.

## Liste der Bauwerke
| Bezeichnung      | Beschreibung              | Standort | Kennzeichnung | Schutzstatus | Datum | Bild           |
| ---------------- | ------------------------- | -------- | ------------- | ------------ | ----- | -------------- |
| Kirche St-Pierre | Erbaut im 12. Jahrhundert | (Lage)   | PA00104641    | Classé       | 1910  | weitere Bilder |

## Liste der Objekte
| Bezeichnung       | Beschreibung          | Standort                       | Kennzeichnung | Schutzstatus | Datum | Bild |
| ----------------- | --------------------- | ------------------------------ | ------------- | ------------ | ----- | ---- |
| Altar und Retabel | Holz, vergoldet, 1767 | in der Kirche St-Pierre (Lage) | PM17000060    | Classé       | 1980  |      |